# José Pablo Moncayo
José Pablo Moncayo García (Guadalajara, Jalisco, 29 de junio de 1912-Ciudad de México, 16 de junio de 1958) fue un pianista, percusionista, maestro de música, compositor y director de orquesta mexicano. Como compositor, José Pablo Moncayo representa uno de los más importantes legados del nacionalismo mexicano en la música, junto a Silvestre Revueltas, Carlos Chávez y Julián Carrillo. Produjo algunas de las obras maestras que simbolizan de mejor manera la esencia de las aspiraciones nacionales, así como de las contradicciones en el México del siglo XX; su obra más conocida, Huapango, para orquesta sinfónica, es una obra inspirada en los sones veracruzanos que estudió durante una visita al puerto de Alvarado (junto con Blas Galindo), Veracruz y que incluye motivos melódicos y rítmicos de varios sones entre los que son más evidentes "El Siquisiri", "El Balajú" y "El Gavilancito". Otras obras como Sinfonietta, "Tierra de Temporal", "Cumbres" y "Bosques" representan la cúspide del nacionalismo musical mexicano de mediados del siglo XX.

## Biografía
Nació en Guadalajara Jalisco, México, el 29 de junio de 1912 y murió en la Ciudad de México el 16 de junio de 1958 a los 45 años de edad a casi 2 semanas de su cumpleaños #46. Fue discípulo de Carlos Chávez, Miguel Valdez, Eduardo Hernández Moncada, Candelario Huízar y Aaron Copland. Fue hijo de Francisco Moncayo Casillas y Juana García López. Estudió piano con Eduardo Hernández Moncada y posteriormente ingresó al Conservatorio Nacional de Música en 1929. Sus maestros en esta institución fueron Candelario Huízar y Carlos Chávez, de armonía y composición respectivamente. En esta época se vio obligado a tocar como pianista en cafés y estaciones de radio para contribuir a la economía familiar y para poder pagar sus estudios, hasta que ingresó como percusionista a la Orquesta Sinfónica Nacional dirigida por Carlos Chávez.
Contrajo matrimonio con la pianista Clara Elena Rodríguez del Campo, con quien tuvo dos hijas: Claudia y Clara Elena. También estudió en 1942 con el compositor Aaron Copland, esto gracias a una beca que ganó por el Instituto Berkshire. Uno de los primeros trabajos profesionales de Moncayo fue como percusionista de la Orquesta Sinfónica Nacional la cual posteriormente dirigió de 1949 a 1954.
En 1927 se mudó junto con su familia a la Ciudad de México, donde comenzó sus primeras lecciones de piano. En su juventud trabajó como pianista en cafés y acompañó a cantantes de moda en estaciones de radio, para ayudar a los gastos familiares y pagar sus estudios. En 1929 ingresó al Conservatorio Nacional de Música donde aprendió de personajes como Candelario Huízar y Carlos Chávez; este último le consiguió a Moncayo el puesto de percusionista en la Orquesta Sinfónica de México en 1931. En 1935 formó su primer conjunto de música clásica llamado Grupo de los cuatro, con Blas Galindo, Salvador Contreras y Daniel Ayala Pérez para difundir sus obras las cuales reflejan el espíritu nacionalista de México,y llegando a ser un éxito a nivel nacional e internacional, destacadamente en países sudamericanos.
Para 1949 ya se había consagrado como uno de los músicos más relevantes de México. Ese año fue nombrado director de la Orquesta Sinfónica del Conservatorio, que más tarde cambió su nombre a Orquesta Sinfónica Nacional.

### Primeros años en el Conservatorio Nacional de Música
José Pablo Moncayo fue acercado a la música por su hermano mayor, Francisco. Eduardo Hernández Moncada es considerado como el primer maestro de Moncayo, cuando este último tenía apenas catorce años. Según Aurelio Tello, Hernández Moncada sugirió a su alumno que estudiara en el Conservatorio Nacional de Música (México). Tello también dice que Moncayo fue admitido al Conservatorio en 1929; mientras tanto, para poder pagar sus estudios, trabajaba como pianista de jazz. De acuerdo con la investigación de Torres Chibrás, varias fuentes indican que Moncayo tomó lecciones de composición musical con Candelario Huízar, y es sabido que continuó con su formación en piano con Hernández Moncada. Aunque no se sabe con seguridad cuáles cursos tomó Moncayo en el Conservatorio Nacional, ni quiénes fueron sus maestros, gracias a las biografías de sus contemporáneos, Salvador Contreras, Blas Galindo y Daniel Ayala Pérez, podemos asumir que él siguió una trayectoria similar a ellos en su formación musical. Es sabido que Huízar enseñó cursos tales como Armonía, Contrapunto y Formas Musicales. El curso de Solfeo, –lectura de partituras–, era enseñada por los eminentes maestros Vicente Teódulo Mendoza y Gerónimo Baqueiro Foster. Luis Sandi era el director del coro en el Conservatorio y Eduardo Hernández Moncada, asistente del director. En diferentes períodos, Hernández Moncada impartió, aparte de sus lecciones de piano, Armonía y Solfeo. José Rolón, quien había estudiado en París bajo la instrucción de Nadia Boulanger y Paul Dukas (también conoció a Arnold Schönberg), enseñó Armonía, Contrapunto y Fuga. Carlos Chávez, quien no solo estaba interesado en la formación musical, sino también en la cultura y la educación en general de los estudiantes del Conservatorio, instauró cursos de Literatura, impartidos por los poetas contemporáneos Salvador Novo y Carlos Pellicer Cámara; de Historia Universal, impartidos por Jesús C. Romero, así como de Historia de la Cultura Mexicana, impartidos por el mismo Chávez.
De acuerdo con Salvador Contreras, Carlos Chávez creó un curso de Composición en el Conservatorio Nacional. Aunque Roberto García Morillo señala el año 1930, la mayoría de las fuentes indican que este curso inició en 1931. Según Robert L. Parker, este curso de Composición fue inicialmente llamado “Clase de Creación Musical” y, después, “Taller de Composición”; algunos de los colegas de Chávez eran también sus alumnos, como Vicente T. Mendoza, Candelario Huízar y, se dice, aunque pasajeramente, Silvestre Revueltas, así como “había cuatro alumnos que tenían menos de veinte años de edad: Daniel Ayala Pérez y Blas Galindo (ambos de origen indígena), Salvador Contreras y José Pablo Moncayo." Jesús C. Romero señala que Chávez llevó a cabo un proceso de selección antes de admitir a cualquier alumno, y menciona que Daniel Ayala fue elegido gracias a su “incipiente renombre como compositor, Salvador Contreras por su hablididad para tocar el violín, y José Pablo Moncayo, por su capacidad para interpretar partituras a primera vista en el piano”. Además, Romero indica que Blas Galindo, junto con cinco alumnos más, también fue admitido. Al parecer, el nuevo curso atrajo a muchos estudiantes –los cuales se fueron incrementando año con año–, aunque al final solamente cuatro se presentaron a la prueba final. Estos cuatro estudiantes fueron Moncayo, Salvador Contreras, Blas Galindo y Ayala. Un artículo escrito por Galindo confirma que fue admitido al curso en 1932, junto con otros siete estudiantes. Dicho artículo ofrece una detallada descripción de la formación que se recibía en este taller.

### Muerte
Moncayo murió el 16 de junio de 1958 en Ciudad de México. Inicialmente enterrado en el Panteón Español, el 22 de noviembre de 2012 sus restos fueron trasladados a la Rotonda de las Personas Ilustres donde actualmente descansan.

## Legado musical

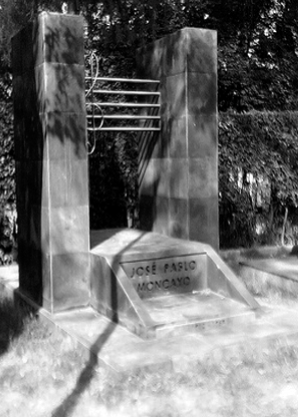
Sepulcro de José Pablo Moncayo en la Rotonda de las Personas Ilustres (México).

Aunque la composición de Moncayo fue su mayor aportación a la música mexicana, también su trayectoria como director fue de gran importancia aunque haya durado menos de diez años (1944 - 1954). Como director de orquesta, su prometedora carrera fue obstaculizada por un ambiente cultural complicado, situaciones políticas adversas y una muerte prematura.
Su obra ha sido objeto de poca investigación académica. De acuerdo con Torres Chibrás, la carrera de Moncayo como director no ha sido estudiada a fondo, ni por investigadores nacionales, ni por extranjeros.
José Antonio Alcaraz, musicólogo y reconocido crítico mexicano de música asegura: “El nacionalismo mexicano comprende un período cuyos límites cronológicos pueden, para efectos de su estudio, ser trazados con cierta precisión en 1928: el año de la fundación de la Orquesta Sinfónica de México, y terminando tres décadas después, en 1958, con la muerte de José Pablo Moncayo (...)”; si bien esta noción se refiere exclusivamente al nacionalismo posrevolucionario, y excluye, por ejemplo, los nacionalismos musicales mexicanos del siglo XIX.
La muerte de Moncayo coincide con el declive del movimiento nacionalista mexicano, que fue resultado de la caída de los ideales de la Revolución mexicana. Yolanda Moreno Rivas concluye: “La muerte de Moncayo en 1958 marcó decisivamente el fin de la escuela de composición nacionalista. De la misma manera en que su obra sin seguidores sobrepasó y abolió el inocente uso del tema mexicanista, su muerte terminó con la preponderancia de un estilo de composición, cuya huella marcó la creación musical en México por más de tres décadas; aunque solamente al principio de los 60’s sería posible hablar del abandono definitivo del gran Fresco mexicano, del olvido del tono épico y de la búsqueda de nuevos factores estructurales en la composición”.
La obra más famosa de Moncayo sigue siendo su colorida pieza para orquesta, Huapango, pero su producción también incluye piezas menos conocidas, pero de alta calidad. Dentro de ellas se pueden considerar Amatzinac, para flauta y cuarteto de cuerdas (1935); su Sinfonía (1944); Sinfonietta (1945); Homenaje a Cervantes para dos oboes y orquesta de cuerdas (1947); su ópera La mulata de Córdoba (1948); Tierra de Temporal (1949); Muros Verdes para piano (1951); Bosques (1954) y el ballet Tierra (1958).

## Obras por orden cronológico
| Año         | Obra | Notas |
| ----------- | --- | --- |
| Sin fecha   | Fantasía intocable para piano Romanza de las flores de calabaza para piano Canción india para orquesta sinfónica Ofrenda para orquesta sinfónica Sobre las olas que van para piano y voz Memento musical para coro | |
| 1931        | Impresiones de un bosque para piano. Impresión para piano. | Lanzamiento, 22 de agosto, Conciertos Renovación. Concierto privado en la casa del Profesor Gerónimo Baqueiro Foster, Ciudad de México. |
|             | Diálogo para dos pianos y una vaca para dos pianos. | |
| 1933        | Sonata para violonchelo y piano | |
| 1934        | Sonata para violonchelo y violín | |
|             | Sonata para viola y piano | Ciudad de México, Ediciones Mexicanas de Música, 1991 |
| 1935        | Sonatina para piano | Lanzamiento, 25 de noviembre, Teatro de Orientación. Primer concierto del "grupo de los cuatro". |
|             | Amatzinac para flauta y cuarteto clásico. | Lanzamiento, 25 de noviembre, Teatro de Orientación. Salvador Contreras y Daniel Ayala en los violines; Miguel Bautista en la viola; Juan Manuel Téllez Oropeza en el violonchelo; Manuel Preciado como flauta solista. Primero concierto del "grupo de los cuatro". Ciudad de México: Ediciones Mexicanas de Música, 1987. |
| 1936        | Pequeño Nocturno para piano y cuarteto clásico | |
|             | La Adelita, arreglo para orquesta | Lanzamiento, 5 de septiembre, Orquesta Sinfónica de México, Carlos Chávez como director. |
|             | La Valentina, arreglo para orquesta | Lanzamiento, 5 de septiembre, Orquesta Sinfónica de México, Carlos Chávez como director. |
|             | Romanza para violín, violonchelo y piano | Lanzamiento, 15 de octubre, Palacio de Bellas Artes, Sala de Conferencias. |
|             | Sonata para violín y piano | Lanzamiento, 15 de octubre, Palacio de Bellas Artes, Sala de Conferencias. Ciudad de México: Ediciones Mexicanas de Música, 1990. |
| 1937        | Tenabari, arreglo para orquesta | Lanzamiento, 10 de septiembre, Orquesta Sinfónica de México, Carlos Chávez como director. |
| 1938        | Trío para flauta, violín y piano | Lanzamiento, 23 de agosto, Palacio de Bellas Artes, Sala de Conferencias. |
|             | Llano alegre para orquesta sinfónica | |
|             | Hueyapán para orquesta sinfónica | Lanzamiento, 21 de noviembre de 1940, Orquesta Sinfónica, Palacio de Bellas Artes, José Pablo Moncayo como director. Último concierto del "grupo de los cuatro". |
| 1941        | Huapango para orquesta | Lanzamiento, 15 de agosto, Orquesta Sinfónica de México, Carlos Chávez como director. Ciudad de México: Ediciones Mexicanas de Música, 1950. |
| 1942        | Sinfonía para orquesta | Terminada en Berkshire. Fue programada para ser lanzada por la Orquesta Sinfónica de México el August 21, pero fue pospuesta. |
|             | Llano grande para orquesta de cámara | Lanzamiento, 17 de agosto, Berkshire Music Center, Boston Symphony. |
| 1944        | Sinfonía para orquesta | Lanzamiento, 1 de septiembre, Orquesta Sinfónica de México, Carlos Chávez como director. |
| 1945        | Sinfonietta para orquesta | Terminada el 3 de julio. Lanzamiento, 13 de julio, Orquesta Sinfónica de México, José Pablo Moncayo como director. Ciudad de México: Ediciones Mexicanas de Música, 1993. |
| 1947        | Tres piezas para orquesta: Feria, Canción y Danza | Terminada el 9 de julio. Lanzamiento, 18 de julio, Orquesta Sinfónica de México, José Pablo Moncayo como director. |
|             | Homenaje a Cervantes para dos oboes y orquesta de cuerdas | Terminada el 18 de octubre. Lanzamiento, 27 de octubre, Palacio de Bellas Artes, Orquesta Sinfónica del Conservatorio Nacional de Música, Luis Sandi como director. Ciudad de México: Ediciones Mexicanas de Música, 1989.                                                                                                  |
|             | Canción del mar para coro a capela | Lanzamiento, 14 de junio, Palacio de Bellas Artes, Sala de Conferencias, Coro de Madrigalistas, Luis Sandi como director. Ciudad de México: Ediciones Mexicanas de Música, 1983. |
| 1948        | Homenaje a Carlos Chávez para piano. | Terminada el 18 de junio. |
|             | Conde Olinos para coro y piano. | Compuesta para el repertorio de la escuela de música del INBA. |
|             | Tres piezas para piano. | Lanzamiento, 14 de diciembre, Palacio de Bellas Artes, Sala Ponce, Alicia Urrueta como solista. Ciudad de México: Ediciones Mexicanas de Música, 1948. |
|             | La mulata de Córdoba, ópera en un acto | Completada el 29 de septiembre. Lanzada el 23 de octubre, Palacio de Bellas Artes, Orquesta Sinfónica de Xalapa, José Pablo Moncayo como director. Ciudad de México: Ediciones Mexicanas de Música, 1979. Reducción para cinco voces solistas, coro y piano. Libreto de la ópera por Xavier Villaurrutia.                   |
| 1949        | Pieza, para piano. | |
|             | Tierra de temporal, para orquesta sinfónica. | Terminada en septiembre de 1949. Lanzamiento, junio de 1950, Orquesta Sinfónica Nacional, José Pablo Moncayo como director. Ciudad de México: Universidad Nacional Autónoma de México, 1984. |
| 1951        | Muros Verdes, para piano. | Ciudad de México: Ediciones Mexicanas de Música: 1964. Pieza dedicada a su esposa. |
| 1940 - 1953 | Cumbres, para orquesta sinfónica | Iniciada en 1940. Terminada el 20 de noviembre de 1953. Bajo encargo de Louisville Symphony. Lanzamiento, 1954, Louisville Symphony, Robert Whitney como director. Ciudad de México: Ediciones Mexicanas de Música, 1993.                                                                                                   |
| 1954        | Bosques, para orquesta sinfónica | Terminada en junio de 1954. Lanzada en 1957, Orquesta Sinfónica de Guadalajara, Blas Galindo como director. Ciudad de México: Universidad Autónoma de México, 1988. |
|             | La Potranca, música para la película Raíces | Producida por Manuel Barbachano y dirigida por Benito Alazraki. |
| 1956        | Tierra, ballet. | Terminada el 12 de noviembre de 1956. Lanzada en septiembre de 1958, Orquesta del Teatro de Bellas Artes. |
| 1957        | Simiente, para piano | |
| 1958        | Pequeño Nocturno, para piano. | |